# Петър Жабов
Петър Жабов е български футболист, нападател. Бивш капитан на младежкия национален отбор на България, Жабов е най-известен като играч на ЦСКА.

## Кариера
Започва кариерата си в Черноморец (Бургас), след това играе за Нафтекс. През 1995 г. преминава в ЦСКА и е определян като един от най-талантливите централни нападатели за своето време, като често е сравняван с Любослав Пенев. През 1997 г. става шампион и носител на купата на България. След края на сезона е продаден на италианския Козенца. През 2001 г. е даден под наем на Лукезе, а след това преминава в третодивизионния Чезена. По време на престоя си в Чезена получава италиански паспорт.
Жабов завършва кариерата си в Италия през 2005 г., след което се завръща в България, където отваря семеен хотел в родния си град Приморско и се заема с юношескя футбол.